# Ponte dos Socorridos
A Ponte dos Socorridos é uma ponte situada na ilha da Madeira, perto de Câmara de Lobos. Foi concluída em 1993, e deve o seu desenho a Armando Pereira e António Reis. Tem um vão principal de 106 metros, o tabuleiro uma altura de 100 metros e os pilares uma altura de 120 metros, sendo uma das mais altas construções de Portugal.